# Cazaux-Layrisse
 Cazaux-Layrisse  là một xã thuộc tỉnh Haute-Garonne trong vùng Occitanie ở tây nam nước Pháp. Xã nằm ở khu vực có độ cao trung bình 685 mét trên mực nước biển.